# Sergi Roberto
Sergi Roberto Carnicer, född 7 februari 1992 i Reus, är en spansk fotbollsspelare som spelar som mittfältare och högerback för La Liga-klubben FC Barcelona.

## Klubbkarriär
Roberto föddes i Reus, Tarragona, Katalonien. Han började spela fotboll i det lokala laget UE Barri Santes Creus som 8-åring. Sex år senare flyttade han till FC Barcelonas ungdomsakademi från Gimnàstic de Tarragona. Säsongen 2009-10 spelade han 22 matcher för FC Barcelona B, endast 17 år gammal, när laget återvände till Segunda División efter 11 år.
Den 10 november 2010 gjorde Roberto sin A-lagsdebut, när han spelade den andra halvleken i 5-1-vinsten på hemmaplan mot AD Ceuta i Copa del Rey. 27 april 2011 gjorde han sin första match i UEFA Champions League då han bytte av David Villa i den sista minuten av 2-0-vinsten på Santiago Bernabeu mot Real Madrid i den första av två semifinaler.
Roberto gjorde sin La Liga-debut den 21 maj 2011 när han spelade hela matchen (som slutade 3-1) mot Málaga CF i den sista matchen för säsongen. Den 6 december samma år gjorde Roberto det första målet i 4-0-vinsten mot BATE Borisov i gruppspelet av UEFA Champions League.
Den 12 januari 2012 gjorde Roberto sitt andra mål för A-laget i en 2-1-vinst på bortaplan mot CA Osasuna i Copa del Rey. Den 16 december 2014 gjorde han sitt tredje mål för klubben i 8-1-vinsten mot SD Huesca på Camp Nou, även den matchen i Copa del Rey.
Efter att varit på väg att lämna klubben stannade Roberto kvar inför säsongen 2015-2016, mycket tack vare tränaren Luis Enrique. Roberto spelade högerback i flera matcher , och sedan två raka matcher som vänsterback istället för den skadade Jordi Alba i januari 2016. Roberto visade sig vara en mycket mångsidig spelare kapabel till att spela på flera olika positioner.
Den 20 augusti 2016 startade Roberto som högerback och spelade fram till två mål i en 6-2-vinst på Camp Nou mot Real Betis i den första ligamatchen för säsongen. Den 24 september, återigen som högerback, spelade han fram till ytterligare två mål i 5-0-vinsten på bortaplan mot Sporting de Gijón.
Den 8 mars 2017 fullbordade Roberto vändningen mot Paris Saint Germain i åttondelsfinalen i UEFA Champions League. Matchen slutade 6-1 och Robertos mål var helt avgörande för att FC Barcelona tog sig vidare till kvartsfinalerna efter att förlorat första mötet med 4-0. Klubben blev därmed första genom tiderna med att ha vänd ett underläge med fyra måls marginal i turneringens historia.

## Internationell karriär

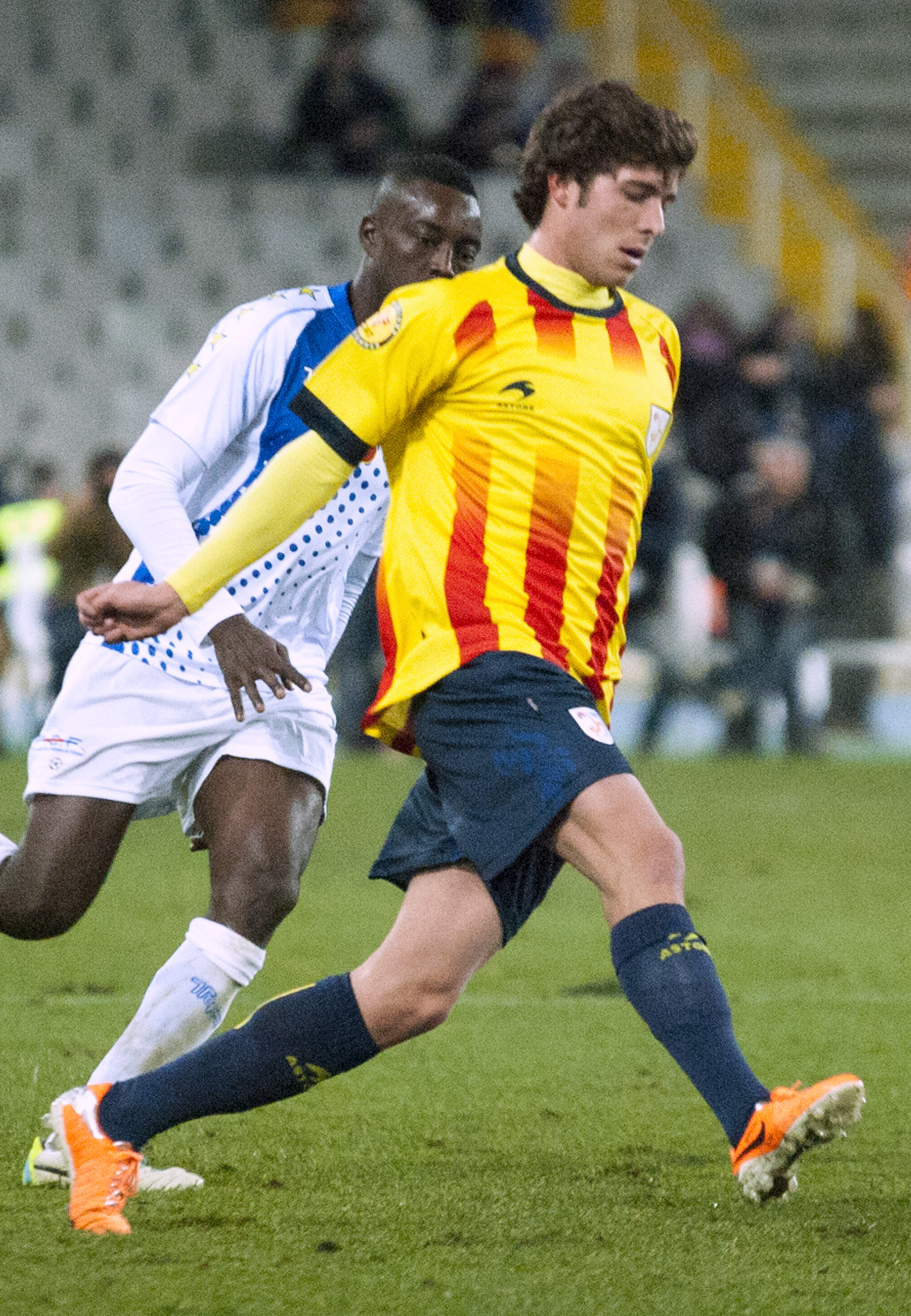
Sergi Roberto i det katalanska landslaget i en match mot Kap Verde 2013.

I oktober 2009, kort efter att ha debuterat för FC Barcelona B, blev Roberto uppkallad till Spaniens U17-landslag för att spela U17-VM i Nigeria. Den 5 november blev han tremålsskytt mot Burkina Faso, och blev sedan utbytt mot Javier Espinosa. Spanien slutade till sist trea i tureringen. Roberto gjorde tillsammans med Atlético Madrids Borja González totalt åtta av lagets mål.
Roberto gjorde sin debut för U21-landslaget den 5 september 2011. Han hoppade in och spelade fyra minuter i 2-0-segern mot Georgien i kvalet till 2013 års U21-EM. Robertos första kallelse till A-landslaget kom i mars 2016. Han debuterade vänskapsmatchen mot Italien den 27 mars, matchen slutade 0-0.

## Privatliv
2014 började Roberto dejta den israeliska modellen Coral Simanovich, styvdotter till sångerskan och före detta politikern Pnina Rosenblum. I september 2017 förlovade de sig. Paret gifte sig 2018 i Tel-Aviv, Israel. Deras första barn, Kaia, föddes 2019. Deras andra barn, Dylan, föddes 2021.

## Meriter

### FC Barcelona
- La Liga: 2010-2011, 2012-2013, 2014-2015, 2015-2016, 2017-2018, 2018-19, 2022-23
- Spanska cupen: 2011-2012, 2014-2015, 2015-2016, 2016-2017, 2017-2018, 2020-2021
- Spanska supercupen: 2013, 2016, 2018, 2022-23
- UEFA Champions League: 2010-2011, 2014-2015
- UEFA Super Cup: 2015
- VM för klubblag: 2015

### Spanien
- U17-VM: 3:e plats 2009

### Individuellt
- UEFA Champions League: Med i laget för årets genombrott 2016.